# 長峯達也
長峯 達也（ながみね たつや、1971年10月6日 - ）は、日本の男性アニメーション演出家、アニメーション監督。東映アニメーション所属。東京都日野市出身。

## 来歴
日本大学芸術学部映画学科卒業後、東映動画へ入社。大学浪人中にアトラクティブ・アクション・クラブに入り殺陣の基本を学んだ。2001年、「もっ～と!おジャ魔女どれみ」の第25話「ひとりぼっちの夏休み」で演出家デビュー｡　

## 作品リスト

### テレビアニメ
- 夢のクレヨン王国（演出助手）
- ドクタースランプ（演出助手）
- おジャ魔女どれみシリーズ（演出助手、演出）
- 明日のナージャ（演出）
- 冒険王ビィト / 冒険王ビィト エクセリオン（シリーズディレクター）
- 十兵衛ちゃん2 -シベリア柳生の逆襲-（絵コンテ）
- 蟲師（絵コンテ・演出）※峰達也名義
- ふたりはプリキュア Splash Star（演出・ED演出)
- 甲虫王者ムシキング 森の民の伝説（ED演出）※やったね☆みがな名義
- 出ましたっ!パワパフガールズZ（変身アニメーション）
- Yes!プリキュア5 / Yes!プリキュア5GoGo!（演出、ED演出）
- キャシャーンSins（絵コンテ・演出）※峰達也名義
- フレッシュプリキュア!（演出）
- ドラゴンボール改（OP演出）
- ハートキャッチプリキュア!（シリーズディレクター）
- ちはやふる（絵コンテ・演出）※峰達也名義
- スイートプリキュア♪（演出）
- 聖闘士星矢Ω（シリーズディレクター）
- ハピネスチャージプリキュア!（シリーズディレクター、OPアニメーション、絵コンテ、演出）
- ONE PIECE 〜ハートオブゴールド〜（監督）
- ドラゴンボール超（シリーズディレクター）※第77話以降、中村亮太と共同。
- ONE PIECE（シリーズディレクター）第780話 - 第782話※深澤敏則、伊藤聡伺と共同。第892話 - ※暮田公平、小牧文、伊藤聡伺、小山保徳と共同。

※東映におけるシリーズディレクターは監督と同義。

### 劇場アニメ
- 地獄先生ぬ〜べ〜（演出助手）
- ドラゴンボール 最強への道（助監督）
- 花より男子（助監督）
- デジモンアドベンチャー02 デジモンハリケーン上陸!超絶進化!黄金のデジメンタル（助監督）
- 映画 も～っと！おジャ魔女どれみ カエル石のひみつ（エンディングエフェクト）
- デジモンセイバーズ THE MOVIE 究極パワー! バーストモード発動!（監督）
- ONE PIECE エピソードオブアラバスタ 砂漠の王女と海賊たち　(助監督)
- Dr.スランプ Dr.マシリト アバレちゃん（監督）
- 映画 Yes!プリキュア5 鏡の国のミラクル大冒険!（監督）
- 映画 Yes!プリキュア5GoGo! お菓子の国のハッピーバースディ♪（監督）
- ONE PIECE FILM Z（監督・絵コンテ・プロット協力）
- ドラゴンボール超 ブロリー（監督・絵コンテ）

### OVA
- 聖闘士星矢 冥王ハーデス十二宮編（演出）
- も～っと!おジャ魔女どれみ ママといっしょに おしえて♪ももちゃん おやつクッキング（演出）
- インタールード（監督）
- おジャ魔女どれみナ・イ・ショ（ED演出）

### その他
- 脳内エステ IQサプリ「ドラゴンボールZ」クイズ用アニメーション（演出）
- おジャ魔女どれみ Blu-ray BOX スペシャルドラマCD（演出）